# ワリード・アル＝ムアッリム

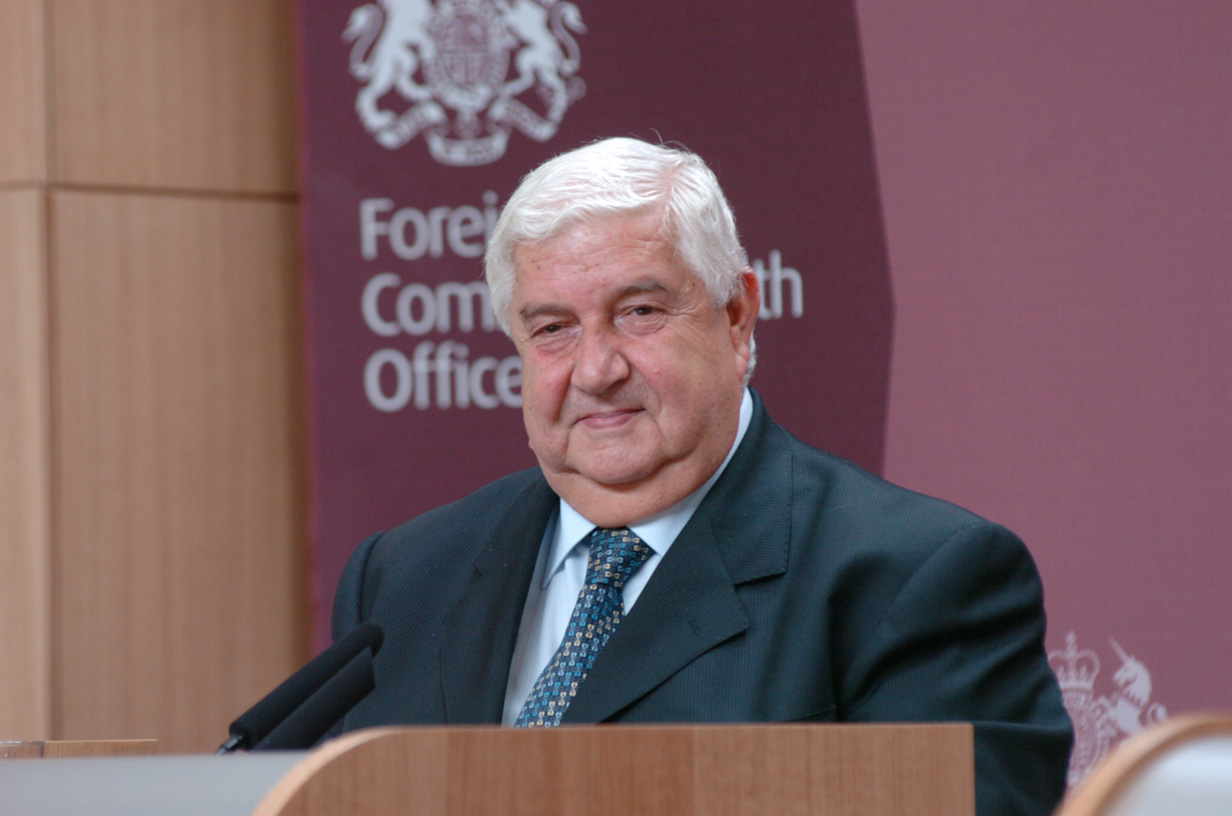
ワリード・アル＝ムアッリム

ワリード・アル＝ムアッリム（アラビア語: وليد المعلم、Walid Al-Muallem、1941年1月13日 - 2020年11月16日）は、シリアの政治家、外交官。同国の副首相、外務大臣、在外居住者大臣などを歴任した。アラブ社会主義バアス党所属。日本語メディアでは「ムアレム外相」「ワリード・ムアレム」あるいは「ムアッレム」などと表記される。

## 生涯
1941年、フランス委任統治領シリア（現シリア）ダマスカス生まれ。1963年にカイロ大学経済学部を卒業。1964年に外務省に入省し、駐ルーマニア大使（1975年-1980年）、駐米大使（1990年-1999年）などを歴任。1991年から1999年までシリア・イスラエル間の和平交渉に参加。
2000年に外務大臣補佐官となり、2005年に外務副大臣に任命され、2006年2月には外務大臣に就任、2012年6月からは副首相を兼任した。
2020年11月16日早朝に死去。